# Северная Родезия на летних Олимпийских играх 1964
Северная Родезия принимала участие в Летних Олимпийских играх 1964 года в Токио (Япония) в первый и единственный раз за свою историю, но не завоевала ни одной медали.

## Обретение независимости
В день закрытия игр страна получила независимость от Великобритании и сменила название с Северной Родезии на Республика Замбия. Эту церемонию команда отпраздновала маршем с новым плакатом со словом «Замбия» (в отличие от плаката «Северная Родезия» на церемонии открытия). Они были единственной командой, которая использовала плакат на церемонии закрытия.

## Команда
Сборная Северной Родезии состояла из 12 спортсменов: одиннадцати мужчин и одной женщины. Они соревновались в 5 видах спорта:
- лёгкая атлетика
- бокс
- фехтование: рапиристка Патрисия Скиннер
- плавание
- борьба.

Самым молодым участником сборной был 16-летний пловец Чарлз Фокс, самым старшим участником был 34-летний марафонец Тревор Хейнс.